# Take Over Control
Take Over Control – singel holenderskiego producenta muzycznego Afrojacka z gościnnym udziałem Evy Simons, wydany 12 sierpnia 2010 roku.

## Lista utworów
- Digital download (12 sierpnia 2010)[2]

1. „Take Over Control” (Radio Edit) – 3:28

- Digital download (12 sierpnia 2010)[2]

1. „Take Over Control” (Radio Edit) – 3:28
2. „Take Over Control” (Extended Vocal Mix) – 6:39
3. „Take Over Control” (Extended Instrumental Mix) – 6:39

## Teledysk
Teledysk do utworu został opublikowany 20 października 2010.

## Pozycje na listach i certyfikaty
| Państwo           | Lista (2010–2011)          | Najwyższa pozycja |
| ----------------- | -------------------------- | ----------------- |
| Holandia          | Single Top 100             | 12                |
| Australia         | Top 50 Singles             | 17                |
| Wielka Brytania   | Singles Top 200            | 24                |
| Kanada            | Billboard Canadian Hot 100 | 39                |
| Stany Zjednoczone | Hot 100                    | 41                |
| Austria           | Singles Top 75             | 46                |
| Niemcy            | Top 100 Singles            | 78                |

| Państwo           | Certyfikat |
| ----------------- | ---------- |
| Australia         | Platyna    |
| Stany Zjednoczone | Platyna    |